# Campionati europei di sollevamento pesi 2014
I Campionati europei di sollevamento pesi 2014, 95ª edizione maschile e 27ª femminile della manifestazione, si sono svolti dal 5 al 12 aprile a Tel Aviv, in Israele, allo Sports Pavilion Hangar 11.
In base alle variazioni avvenute nel corso del suo svolgimento, l'edizione è conteggiata come:
- la 73ª effettivamente organizzata;
- la 93ª secondo la numerazione della EWF;
- la 95ª secondo la numerazione della IWF.

## Squalifiche
Le competizioni furono caratterizzate da sei squalifiche:
- Bünyamin Sezer nei pesi gallo maschili, che giunse quarto;
- Feliks Chalibekov nei pesi leggeri maschili, che giunse quarto;
- Adam Maligov nei pesi massimi leggeri maschili, che giunse secondo;
- Andrej Demanov nei pesi massimi maschili, che vinse la gara;
- Nurcan Taylan nei pesi gallo femminili, che giunse terza;
- Hripsime Khurshudyan nei pesi massimi femminili, che giunse quinta.

## Titoli in palio
Sono stati assegnati 15 titoli nel totale dell'esercizio (45 considerando anche le due specialità, lo strappo e lo slancio) in 8 categorie maschili e 7 femminili, sotto elencate.
Categorie maschili
| Categoria            | Eventi         | Atleti | Gruppi |
| -------------------- | -------------- | ------ | ------ |
| Pesi gallo           | Fino a 56 kg   | 12     | 2      |
| Pesi piuma           | Fino a 62 kg   | 7      | 1      |
| Pesi leggeri         | Fino a 69 kg   | 13     | 2      |
| Pesi medi            | Fino a 77 kg   | 13     | 2      |
| Pesi massimi leggeri | Fino a 85 kg   | 16     | 2      |
| Pesi mediomassimi    | Fino a 94 kg   | 16     | 2      |
| Pesi massimi         | Fino a 105 kg  | 14     | 2      |
| Pesi supermassimi    | Oltre i 105 kg | 18     | 2      |

Categorie femminili
| Categoria            | Eventi        | Atlete | Gruppi |
| -------------------- | ------------- | ------ | ------ |
| Pesi gallo           | Fino a 48 kg  | 12     | 2      |
| Pesi piuma           | Fino a 53 kg  | 11     | 2      |
| Pesi leggeri         | Fino a 58 kg  | 11     | 2      |
| Pesi medi            | Fino a 63 kg  | 18     | 2      |
| Pesi massimi leggeri | Fino a 69 kg  | 18     | 2      |
| Pesi massimi         | Fino a 75 kg  | 7      | 1      |
| Pesi supermassimi    | Oltre i 75 kg | 10     | 2      |

## Calendario eventi
Il 4 gennaio 2014 viene diffuso il calendario dei titoli da assegnare nelle otto giornate di gare.
| Giorno→ Categoria ↓ | Sa 5 | Do 6 | Lu 7 | Ma 8 | Me 9 | Gi 10 | Ve 11 | Sa 12 |
| ------------------- | ---- | ---- | ---- | ---- | ---- | ----- | ----- | ----- |
| 56 kg               | ●    |      |      |      |      |       |       |       |
| 62 kg               |      | ●    |      |      |      |       |       |       |
| 69 kg               |      |      | ●    |      |      |       |       |       |
| 77 kg               |      |      |      | ●    |      |       |       |       |
| 85 kg               |      |      |      |      | ●    |       |       |       |
| 94 kg               |      |      |      |      |      |       | ●     |       |
| 105 kg              |      |      |      |      |      |       |       | ●     |
| +105 kg             |      |      |      |      |      |       |       | ●     |

| Giorno→ Categoria ↓ | Sa 5 | Do 6 | Lu 7 | Ma 8 | Me 9 | Gi 10 | Ve 11 | Sa 12 |
| ------------------- | ---- | ---- | ---- | ---- | ---- | ----- | ----- | ----- |
| 48 kg               | ●    |      |      |      |      |       |       |       |
| 53 kg               |      | ●    |      |      |      |       |       |       |
| 58 kg               |      |      | ●    |      |      |       |       |       |
| 63 kg               |      |      |      | ●    |      |       |       |       |
| 69 kg               |      |      |      |      | ●    |       |       |       |
| 75 kg               |      |      |      |      |      | ●     |       |       |
| +75 kg              |      |      |      |      |      |       |       | ●     |

## Nazioni partecipanti

### Iscritte
Il 3 febbraio 2014 è diffusa la lista preliminare degli atleti iscritti ai campionati, che sono 252 (incluse le riserve), rappresentanti di 37 nazioni.
- Albania  (4)
- Armenia  (11)
- Austria  (1)
- Belgio  (2)
- Bielorussia  (7)
- Bosnia ed Erzegovina  (1)
- Bulgaria  (16)
- Croazia  (3)
- Danimarca  (5)
- Estonia  (4)
- Finlandia  (9)
- Francia  (9)
- Georgia  (3)
- Germania  (8)
- Grecia  (3)
- Irlanda  (3)
- Islanda  (1)
- Israele  (5)
- Italia  (10)
- Lettonia  (2)
- Lituania  (4)
- Moldavia  (12)
- Norvegia  (2)
- Paesi Bassi  (1)
- Polonia  (18)
- Regno Unito  (7)
- Rep. Ceca  (8)
- Romania  (10)
- Russia  (19)
- Serbia  (2)
- Slovacchia  (5)
- Spagna  (11)
- Svezia  (2)
- Svizzera  (1)
- Turchia  (21)
- Ucraina  (16)
- Ungheria  (6)

### Effettive
Le nazioni che hanno partecipato ai campionati furono 36 per un totale di 196 partecipanti (109 atleti e 87 atlete). Tra parentesi i partecipanti per nazione. Rispetto agli iscritti, si ritira la Georgia.
- Albania  (4)
- Armenia  (10)
- Austria  (1)
- Belgio  (2)
- Bielorussia  (5)
- Bosnia ed Erzegovina  (1)
- Bulgaria  (11)
- Croazia  (3)
- Danimarca  (5)
- Estonia  (4)
- Finlandia  (9)
- Francia  (4)
- Germania  (7)
- Grecia  (2)
- Irlanda  (3)
- Islanda  (1)
- Israele  (4)
- Italia  (6)
- Lettonia  (2)
- Lituania  (3)
- Moldavia  (8)
- Norvegia  (2)
- Paesi Bassi  (1)
- Polonia  (15)
- Regno Unito  (7)
- Rep. Ceca  (4)
- Romania  (9)
- Russia  (15)
- Serbia  (2)
- Slovacchia  (3)
- Spagna  (7)
- Svezia  (2)
- Svizzera  (1)
- Turchia  (15)
- Ucraina  (12)
- Ungheria  (6)

## Risultati

### Categorie maschili
| Evento  | Oro                | Oro    | Argento            | Argento | Bronzo              | Bronzo |
| ------- | ------------------ | ------ | ------------------ | ------- | ------------------- | ------ |
| 56 kg   |                    |        |                    |         |                     |        |
| Strappo | Florin Croitoru    | 122 kg | İsmet Algül        | 115 kg  | Tom Goegebuer       | 115 kg |
| Slancio | Smbat Margaryan    | 147 kg | Oleg Sîrghi        | 146 kg  | Mirco Scarantino    | 143 kg |
| Totale  | Florin Croitoru    | 259 kg | Mirco Scarantino   | 257 kg  | Smbat Margaryan     | 256 kg |
| 62 kg   |                    |        |                    |         |                     |        |
| Strappo | Ivajlo Filev       | 136 kg | Stanislaŭ Čadovič  | 135 kg  | Erol Bilgin         | 129 kg |
| Slancio | Ivajlo Filev       | 163 kg | Stojan Enev        | 160 kg  | Stanislaŭ Čadovič   | 158 kg |
| Totale  | Ivajlo Filev       | 299 kg | Stanislaŭ Čadovič  | 293 kg  | Stojan Enev         | 286 kg |
| 69 kg   |                    |        |                    |         |                     |        |
| Strappo | Oleg Čen           | 151 kg | Serghei Cechir     | 143 kg  | Florin Bejenariu    | 142 kg |
| Slancio | Oleg Čen           | 176 kg | Vanik Avetisyan    | 175 kg  | Serghei Cechir      | 172 kg |
| Totale  | Oleg Čen           | 327 kg | Vanik Avetisyan    | 315 kg  | Serghei Cechir      | 315 kg |
| 77 kg   |                    |        |                    |         |                     |        |
| Strappo | Tigran Martirosyan | 157 kg | Daniel Godelli     | 157 kg  | Erkand Qerimaj      | 155 kg |
| Slancio | Erkand Qerimaj     | 194 kg | Daniel Godelli     | 192 kg  | Razmik Unanjan      | 192 kg |
| Totale  | Erkand Qerimaj     | 349 kg | Daniel Godelli     | 349 kg  | Razmik Unanjan      | 344 kg |
| 85 kg   |                    |        |                    |         |                     |        |
| Strappo | Ivan Markov        | 175 kg | Benjamin Hennequin | 161 kg  | Karen Tovmasyan     | 156 kg |
| Slancio | Ivan Markov        | 210 kg | Benjamin Hennequin | 206 kg  | Aghasi Aghasyan     | 195 kg |
| Totale  | Ivan Markov        | 385 kg | Benjamin Hennequin | 367 kg  | Aghasi Aghasyan     | 345 kg |
| 94 kg   |                    |        |                    |         |                     |        |
| Strappo | Adrian Zieliński   | 180 kg | Vasil Gospodinov   | 174 kg  | Redon Manushi       | 170 kg |
| Slancio | Tomasz Zieliński   | 210 kg | Adrian Zieliński   | 210 kg  | Vasil Gospodinov    | 205 kg |
| Totale  | Adrian Zieliński   | 390 kg | Tomasz Zieliński   | 380 kg  | Vasil Gospodinov    | 379 kg |
| 105 kg  |                    |        |                    |         |                     |        |
| Strappo | Andrėj Aramnaŭ     | 184 kg | Timur Naniev       | 182 kg  | Andrian Zbirnea     | 175 kg |
| Slancio | Timur Naniev       | 222 kg | Artūrs Plēsnieks   | 218 kg  | Arkadiusz Michalski | 215 kg |
| Totale  | Timur Naniev       | 404 kg | Andrėj Aramnaŭ     | 396 kg  | Artūrs Plēsnieks    | 390 kg |
| +105 kg |                    |        |                    |         |                     |        |
| Strappo | Aleksej Lovčev     | 205 kg | Marcin Dołęga      | 192 kg  | Gennadij Muratov    | 191 kg |
| Slancio | Aleksej Lovčev     | 252 kg | Ruben Aleksanyan   | 246 kg  | Mart Seim           | 236 kg |
| Totale  | Aleksej Lovčev     | 457 kg | Ruben Aleksanyan   | 436 kg  | Almir Velagić       | 423 kg |

### Categorie femminili
| Evento  | Oro               | Oro    | Argento           | Argento | Bronzo           | Bronzo |
| ------- | ----------------- | ------ | ----------------- | ------- | ---------------- | ------ |
| 48 kg   |                   |        |                   |         |                  |        |
| Strappo | Genny Pagliaro    | 82 kg  | Marzena Karpińska | 81 kg   | Jana Djačenko    | 81 kg  |
| Slancio | Genny Pagliaro    | 98 kg  | Marzena Karpińska | 96 kg   | Jana Djačenko    | 94 kg  |
| Totale  | Genny Pagliaro    | 180 kg | Marzena Karpińska | 177 kg  | Jana Djačenko    | 175 kg |
| 53 kg   |                   |        |                   |         |                  |        |
| Strappo | Julija Paratova   | 88 kg  | Manon Lorentz     | 84 kg   | Maja Ivanova     | 83 kg  |
| Slancio | Ayşegül Çoban     | 114 kg | Julija Paratova   | 106 kg  | Maja Ivanova     | 102 kg |
| Totale  | Ayşegül Çoban     | 195 kg | Julija Paratova   | 194 kg  | Maja Ivanova     | 185 kg |
| 58 kg   |                   |        |                   |         |                  |        |
| Strappo | Elena Šadrina     | 97 kg  | Loredana Toma     | 96 kg   | Marija Lubina    | 91 kg  |
| Slancio | Elena Šadrina     | 115 kg | Loredana Toma     | 115 kg  | Zoe Smith        | 114 kg |
| Totale  | Elena Šadrina     | 212 kg | Loredana Toma     | 211 kg  | Zoe Smith        | 204 kg |
| 63 kg   |                   |        |                   |         |                  |        |
| Strappo | Tima Turieva      | 105 kg | Julija Kalina     | 103 kg  | Nadežda Lomova   | 103 kg |
| Slancio | Tima Turieva      | 131 kg | Nadežda Lomova    | 130 kg  | Julija Kalina    | 125 kg |
| Totale  | Tima Turieva      | 236 kg | Nadežda Lomova    | 233 kg  | Julija Kalina    | 228 kg |
| 69 kg   |                   |        |                   |         |                  |        |
| Strappo | Dzina Sazanavec   | 115 kg | Mădălina Molie    | 105 kg  | Nadija Myronjuk  | 104 kg |
| Slancio | Dzina Sazanavec   | 130 kg | Milka Maneva      | 125 kg  | Nadija Myronjuk  | 123 kg |
| Totale  | Dzina Sazanavec   | 245 kg | Milka Maneva      | 228 kg  | Nadija Myronjuk  | 227 kg |
| 75 kg   |                   |        |                   |         |                  |        |
| Strappo | Lidia Valentín    | 121 kg | Oksana Karpunenko | 121 kg  | Natalia Priscepa | 102 kg |
| Slancio | Lidia Valentín    | 147 kg | Oksana Karpunenko | 143 kg  | Ewa Mizdal       | 129 kg |
| Totale  | Lidia Valentín    | 268 kg | Oksana Karpunenko | 264 kg  | Ewa Mizdal       | 230 kg |
| +75 kg  |                   |        |                   |         |                  |        |
| Strappo | Tat'jana Kaširina | 143 kg | Julija Konovalova | 115 kg  | Andreea Aanei    | 111 kg |
| Slancio | Tat'jana Kaširina | 180 kg | Julija Konovalova | 150 kg  | Andreea Aanei    | 138 kg |
| Totale  | Tat'jana Kaširina | 323 kg | Julija Konovalova | 265 kg  | Andreea Aanei    | 249 kg |

## Medagliere

### Grandi (totale)
Riferito al totale dell'esercizio: 16 nazioni sono entrate nel medagliere.
| Posiz. | Nazione     | Oro | Argento | Bronzo | Totale |
| ------ | ----------- | --- | ------- | ------ | ------ |
| 1      | Russia      | 5   | 3       | 1      | 9      |
| 2      | Bulgaria    | 2   | 1       | 3      | 6      |
| 3      | Polonia     | 1   | 2       | 1      | 4      |
| 4      | Bielorussia | 1   | 2       | 0      | 3      |
| 5      | Romania     | 1   | 1       | 1      | 3      |
| 6      | Albania     | 1   | 1       | 0      | 2      |
| 6      | Italia      | 1   | 1       | 0      | 2      |
| 8      | Spagna      | 1   | 0       | 0      | 1      |
| 8      | Turchia     | 1   | 0       | 0      | 1      |
| 10     | Armenia     | 0   | 2       | 2      | 4      |
| 11     | Ucraina     | 0   | 1       | 3      | 4      |
| 12     | Francia     | 0   | 1       | 0      | 1      |
| 13     | Germania    | 0   | 0       | 1      | 1      |
| 13     | Lettonia    | 0   | 0       | 1      | 1      |
| 13     | Moldavia    | 0   | 0       | 1      | 1      |
| 13     | Regno Unito | 0   | 0       | 1      | 1      |
| Totale | Totale      | 14  | 15      | 15     | 44     |

### Grandi (totale) e Piccole (Strappo e Slancio)
Riferito al totale dell'esercizio e delle due specialità: 19 nazioni sono entrate nel medagliere.
| Posiz. | Nazione     | Oro | Argento | Bronzo | Totale |
| ------ | ----------- | --- | ------- | ------ | ------ |
| 1      | Russia      | 14  | 9       | 5      | 28     |
| 2      | Bulgaria    | 6   | 4       | 6      | 16     |
| 3      | Bielorussia | 4   | 3       | 1      | 8      |
| 4      | Polonia     | 3   | 6       | 3      | 12     |
| 5      | Italia      | 3   | 1       | 1      | 5      |
| 6      | Spagna      | 3   | 0       | 0      | 3      |
| 7      | Romania     | 2   | 4       | 4      | 10     |
| 8      | Armenia     | 2   | 4       | 3      | 9      |
| 9      | Albania     | 2   | 3       | 1      | 6      |
| 10     | Turchia     | 2   | 1       | 1      | 4      |
| 11     | Ucraina     | 1   | 3       | 8      | 12     |
| 12     | Francia     | 0   | 4       | 1      | 5      |
| 13     | Moldavia    | 0   | 2       | 4      | 6      |
| 14     | Lettonia    | 0   | 1       | 1      | 2      |
| 15     | Regno Unito | 0   | 0       | 2      | 2      |
| 16     | Belgio      | 0   | 0       | 1      | 1      |
| 16     | Estonia     | 0   | 0       | 1      | 1      |
| 16     | Germania    | 0   | 0       | 1      | 1      |
| 16     | Paesi Bassi | 0   | 0       | 1      | 1      |
| Totale | Totale      | 42  | 45      | 45     | 132    |

## Classifica a squadre

### Sistema di punteggio
Il sistema di punteggio è indicato dalla sommatoria dell'esercizio totale e delle due specialità in base allo schema adottato nel 1996:

### Categorie maschili
| Pos. | Squadra     | Punti |
| ---- | ----------- | ----- |
| 1    | Russia      | 595   |
| 2    | Bulgaria    | 535   |
| 3    | Polonia     | 491   |
| 4    | Armenia     | 436   |
| 5    | Turchia     | 407   |
| 6    | Moldavia    | 332   |
| 7    | Ungheria    | 272   |
| 8    | Romania     | 252   |
| 9    | Germania    | 225   |
| 10   | Albania     | 216   |
| 11   | Finlandia   | 193   |
| 12   | Ucraina     | 192   |
| 13   | Estonia     | 162   |
| 14   | Spagna      | 158   |
| 15   | Slovacchia  | 149   |
| 16   | Bielorussia | 142   |
| 17   | Israele     | 126   |
| 18   | Regno Unito | 123   |
| 19   | Danimarca   | 110   |
| 20   | Belgio      | 96    |
| 21   | Francia     | 94    |
| 22   | Rep. Ceca   | 89    |
| 23   | Lituania    | 70    |
| 24   | Italia      | 69    |
| 25   | Lettonia    | 63    |
| 26   | Paesi Bassi | 59    |
| 27   | Grecia      | 55    |
| 28   | Croazia     | 40    |
| 29   | Svizzera    | 39    |
| 30   | Serbia      | 36    |
| 31   | Austria     | 33    |
| 32   | Norvegia    | 32    |

### Categorie femminili
| Pos. | Squadra              | Punti |
| ---- | -------------------- | ----- |
| 1    | Russia               | 539   |
| 2    | Ucraina              | 443   |
| 3    | Polonia              | 443   |
| 4    | Turchia              | 374   |
| 5    | Romania              | 327   |
| 6    | Italia               | 294   |
| 7    | Spagna               | 253   |
| 8    | Regno Unito          | 195   |
| 9    | Bulgaria             | 193   |
| 10   | Bielorussia          | 190   |
| 11   | Germania             | 180   |
| 12   | Armenia              | 172   |
| 13   | Finlandia            | 172   |
| 14   | Francia              | 131   |
| 15   | Irlanda              | 120   |
| 16   | Moldavia             | 110   |
| 17   | Svezia               | 102   |
| 18   | Rep. Ceca            | 84    |
| 19   | Croazia              | 71    |
| 20   | Norvegia             | 61    |
| 21   | Grecia               | 60    |
| 22   | Lettonia             | 59    |
| 23   | Danimarca            | 57    |
| 24   | Bosnia ed Erzegovina | 54    |
| 25   | Israele              | 54    |
| 26   | Ungheria             | 52    |
| 27   | Estonia              | 48    |
| 28   | Serbia               | 36    |
| 29   | Islanda              | 35    |
| 30   | Albania              | 22    |